# Adidas Finale

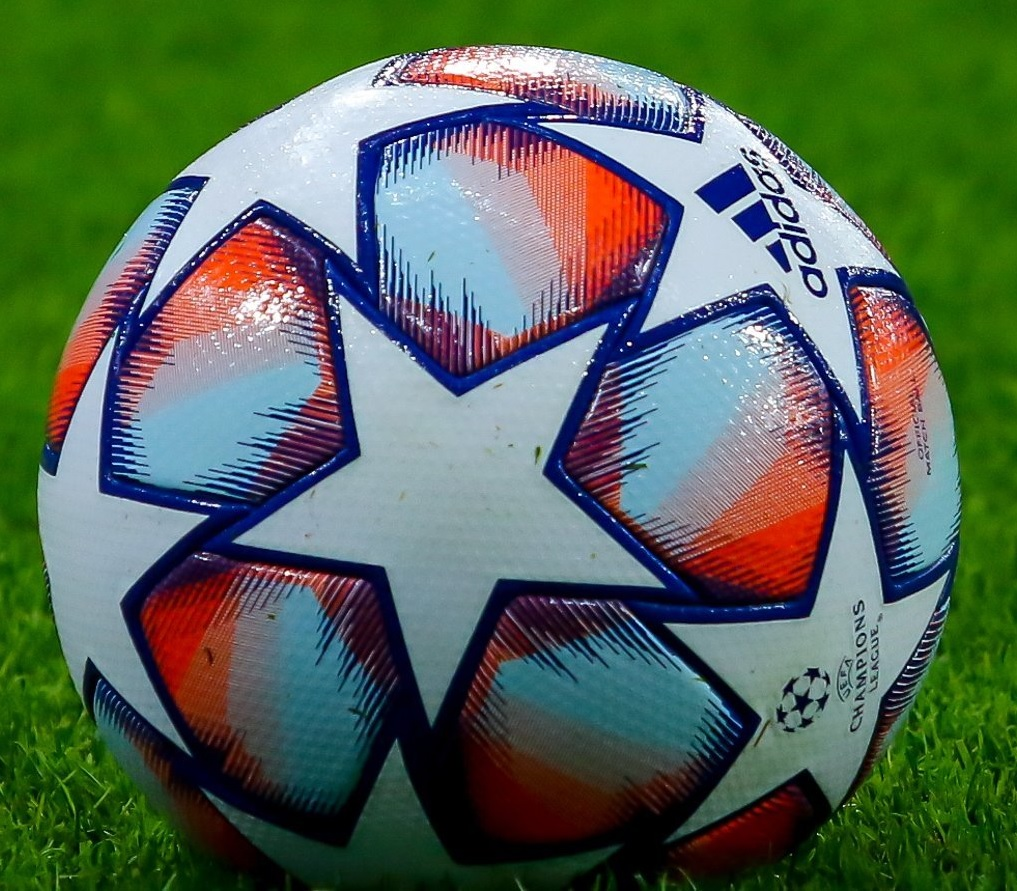
Adidas Finale 20

L'Adidas Finale è una linea di palloni da calcio prodotta dalla Adidas. A questa linea appartengono i palloni ufficiali utilizzati per la UEFA Champions League e per la UEFA Women's Champions League; infatti, il design della decorazione riprende il modello della "Starball" presente nel logo della massima competizione europea per club di calcio maschile.
Dal 1998 al 2001 il fornitore ufficiale per le competizioni UEFA per club era stata la Nike; inoltre, fino alla stagione 2006-2007 il pallone era utilizzato solo nelle ultime fasi delle competizioni, dato che nei primi turni non era raro vedere altri palloni, solitamente forniti dagli sponsor tecnici dei club o dal fornitore di palloni del campionato nazionale della squadra di casa. A partire dalla stagione 2009-2010 il palloni della linea sono stati adottati anche per la massima competizione europea per club di calcio femminile.

## Design

### Caratteristiche tecniche
Negli anni il design interno ed esterno del pallone è cambiato, riflettendo i miglioramenti tecnologici adottati dall'Adidas per i suoi palloni da calcio.
Le prime versioni, utilizzate sino alla stagione 2005-2006, presentavano la tradizionale copertura a icosaedro troncato e possedevano, rispettivamente, le medesime caratteristiche tecnologiche di Terrestra Silverstream, di Fevernova, di Roteiro e di Pelias. A partire dalla finale della UEFA Champions League 2005-2006 il design utilizzato fu il medesimo di Teamgeist, e tale è rimasto fino alla stagione 2009-2010. Il design dei pannelli ha subito una nuova modifica a partire dalla finale della UEFA Champions League 2009-2010, quando la copertura ha assunto la forma della decorazione, con dei pannelli a forma di stella a cinque punte, intervallati da pannelli esagonali. Al fine di migliorare la durabilità del pallone, a partire dalla stagione 2019-2020 il design ha subito una leggera modifica, dato che i pannelli a forma di stella non si congiungono più ai vertici, ma sono adiacenti lungo un lato.

### Decorazione e nome
Ciascuna versione del pallone è stata decorata da un design a stelle unite per i vertici; tuttavia, negli anni i colori e le fantasie che comparivano sulle stelle e sullo sfondo sono cambiati notevolmente; inoltre, l'Adidas ha realizzato delle varianti speciali specifiche per la finale. A partire dalla stagione 2011-2012 la variante per la finale è stata utilizzata per tutta la fase a eliminazione diretta, mentre tra la stagione 2006-2007 e quella 2010-2011, la squadra campione d'Europa in carica disputava le partite casalinghe usando il pallone della finale dell'anno precedente. Dato che la competizione è disputata nei mesi invernali, l'Adidas ha anche realizzato delle varianti con colori sgargianti ad alta visibilità, nel caso di partite con scarsa visibilità.
Ogni versione del pallone è denominata Adidas Finale seguito dal numerale dell'anno in cui è stata adottata, mentre le varianti per la finale contengono il nome della città che ospita l'evento.

## Lista dei palloni
| Stagione                        | Nome      | Varianti                                  | Design originale       |
| ------------------------------- | --------- | ----------------------------------------- | ---------------------- |
| 2001-2002                       | Finale 1  | Finale 1 Glasgow                          | Terrestra Silverstream |
| 2002-2003                       | Finale 2  | Finale 2 Manchester                       | Fevernova              |
| 2003-2004                       | Finale 3  | Finale 3 Gelsenkirchen                    | Fevernova              |
| 2004-2005                       | Finale 4  | Finale 4 Istanbul                         | Roteiro                |
| 2005-2006                       | Finale 5  | Finale 5 Paris                            | Roteiro e Teamgeist    |
| 2006-2007                       | Finale 6  | Finale 6 Athens                           | Teamgeist              |
| 2007-2008                       | Finale 7  | Finale 7 Moscow                           | Teamgeist              |
| 2008-2009                       | Finale 8  | Finale 8 Rome                             | Teamgeist              |
| 2009-2010 (maschile, femminile) | Finale 9  | Finale 9 Madrid                           | Teamgeist              |
| 2010-2011 (maschile, femminile) | Finale 10 | Finale 10 London                          | —                      |
| 2011-2012 (maschile, femminile) | Finale 11 | Finale 11 Munich                          | —                      |
| 2012-2013 (maschile, femminile) | Finale 12 | Finale 12 London                          | —                      |
| 2013-2014 (maschile, femminile) | Finale 13 | Finale 13 Lisbon                          | —                      |
| 2014-2015 (maschile, femminile) | Finale 14 | Finale 14 Berlin                          | —                      |
| 2015-2016 (maschile, femminile) | Finale 15 | Finale 15 Milan                           | —                      |
| 2016-2017 (maschile, femminile) | Finale 16 | Finale 16 Cardiff                         | —                      |
| 2017-2018 (maschile, femminile) | Finale 17 | Finale 17 Kyiv                            | —                      |
| 2018-2019 (maschile, femminile) | Finale 18 | Finale 18 Madrid; Finale 18 Budapest      | —                      |
| 2019-2020 (maschile, femminile) | Finale 19 | Finale 19 Lisbon; Finale 19 San Sebastián | —                      |
| 2020-2021 (maschile, femminile) | Finale 20 | Finale 20 Porto; Finale 20 Göteborg       | —                      |
| 2021-2022 (maschile, femminile) | Finale 21 | Finale 21 Paris; Finale 21 Torino         | —                      |
| 2022-2023 (maschile, femminile) | Finale 22 | Finale 22 Istanbul; Finale 22 Eindhoven   | —                      |
| 2023-2024 (maschile, femminile) | Finale 23 | Finale 23 London; Finale 23 Bilbao        | —                      |